# 諸書
諸書（しょしょ、ヘブライ語：כְּתוּבִים、英語：ketuvim）とは、ヘブライ聖書（תנ"ך）に収められた二十四巻（キリスト教では旧約三十九巻に含まれる）をカテゴリーごとに分類する際に用いられるユダヤ教の概念である。

## 序列
ユダヤ教の伝統では、諸書には以下の十一巻が含まれる。
- 『詩篇』
- 『箴言』
- 『ヨブ記』
- 『雅歌』
- 『ルツ記』
- 『哀歌』
- 『コヘレトの言葉』
- 『エステル記』
- 『ダニエル書』
- 『エズラ/ネヘミヤ記』（ユダヤ教では『エズラ記』と『ネヘミヤ記』は一巻の文書と見なされている。）
- 『歴代誌』（ユダヤ教では上下巻に分けられていない。）

この序列はアシュケナジーの写本家たちによって公式に認定されており、ヘブライ聖書が出版される際には概ねこの序列に従って編集されている。ただし、ティベリアとセファルディムのマソラ学者の間では序列の一手法としか見なされておらず、ゲマラーにおいても別の序列が記録されている。

## サブ・カテゴリー
また、上記の書物はサブ・カテゴリーによって更に分類されている。
- エメット（אמ"ת）：『詩篇』、『箴言』、『ヨブ記』。
この呼称はそれぞれの書物の頭文字、איוב（『ヨブ記』）、משלי（『箴言』）、תהלים（『詩篇』）から取られた造語で、普通名詞のאֱמֶת（エメット：真実）になぞらえられている。これらの書物は詩文学に相当するのだが、この三文献でのみ用いられる独自のタアミーム（抑揚記号）や詩文学特有の段落の配置といった点で、マソラ学者たちの解釈に大きく依存している。
- ハメシュ・ハ=メギロット（五つの巻物）：『雅歌』、『ルツ記』、『哀歌』、『コヘレトの言葉』、『エステル記』。
このカテゴリーは、アシュケナジーの社会においては典礼の習慣や写本の伝承などで伝統的に用いられており、これらの書物に関するミドラーシュの編成に拠っている。ただし、マソラ写本やセファルディムとミズラヒムの伝統では、このカテゴリーは存在しない。

『ダニエル書』、『エズラ/ネヘミヤ記』、および『歴代誌』は、諸書の範疇に組み入れられてはいるものの、上記あるいは固有のサブ・カテゴリーには分類されていない。タルムードによれば、これらの書物は他の聖書文献に比べて成立年代が遅かったとされており、実際これらの書物では聖書時代史のより後期の出来事が記録されている。『エズラ/ネヘミヤ記』は明らかに『歴代誌』の続編と見なすことができる。また、『ダニエル書』と『エズラ/ネヘミヤ記』では、アラム語による執筆箇所がかなりの部分を占めている。

## 定義
ヘブライ聖書の全二十四巻をトーラー、預言書、諸書と分類する手法は、タルムードやミドラーシュにおいて既に確認できる。また、それぞれが神聖な書物であることの証として以下のように定義されている。
- トーラーは神の栄光によって書かれた書物である。
- 預言書は預言を通じて書かれた書物である。
- 諸書は聖霊の力によって書かれた書物である。

『ダニエル書』、『エズラ/ネヘミヤ記』、および『歴代誌』には預言書として分類されるに相応しい要素が含まれているのだが、成立年代の観点からすれば相応しくないとされている。ラムバム（ラビ・モーシェ・ベン・マイモーン）は著書『迷える人々の為の導き』のなかでその理由について述べている。いわく、---これらの書物を成立に至らしめたインスピレーションは聖霊による力と同種のもので、それによって一つのカテゴリーを形成するに至った。対する預言書は、あくまでも預言によって成立しているため、それ固有のカテゴリーに属しているのである---。